# Hryhorij Kostiuk
Hryhorij Syłowycz Kostiuk (ur. 5 grudnia 1899 w Mohylnem koło Chaszczuwatego, zm. 25 stycznia 1982 w Kijowie) – ukraiński psycholog, profesor psychologii w Instytucie Pedagogicznym w Kijowie.

## Życiorys
Od 1946 roku pełnił funkcję dyrektora Instytutu Psychologii Ukraińskiej Socjalistycznej Republiki Radzieckiej. Od 1947 roku był członkiem Akademii Nauk Pedagogicznych ZSRR. Zajmował się głównie historią psychologii, teorią psychologiczną, psychologią myślenia i kształtowania pojęć, a także problematyką nauczania, wychowania oraz kształtowania osobowości dziecka.

## Główne dzieła
- Psychołohija (1939)
- Psychołohija w serednij szkoli (1948)
- Woprosy psychołogii myszlenija (1959)
- Zdibnosti ta jich rozwytok u ditej (1963)[2]